# Преслап
Преслап је насеље у Србији у општини Црна Трава у Јабланичком округу. Према попису из 2022. био је 91 становник.

## Положај и уређеност
У загрљају брегова планине Плане, с обе стране као кристал бистре Преспланске реке, налази се село Преслап. То је једино село ушореног типа на подручју црнотравске општине. Цело је на еруптивној стени у једној дубодолини благог нагиба. Иако лежи на самој бугарско-српској граници, и било под дуго под бугарском окупацијом, становништво је очувало етничке одлике Срба. Задржало је српску славу, а свадбени и други кућевни обичаји су као у свим другим српским крајевима. Економски, саобраћајно па и културно одвајкада су били окренути били Србији. Ово село је 1964. године имало 119 домаћинства и 132 становника, а добило је име према рељефу земљишта. Поређења ради, у месту "Преслопу" је 1879. године било 49 кућа са 296 душа. Преслап је удубљење (седло) удаљено око 1,5 километара од центра села.
Иако само место није економски развијено, преслапска домаћинства су била и остала веома напредна. Преслапчани су некада били чувени сточари. Многи су и „иљадили“ (по хиљаду оваца чували у једно домаћинство).
Преслап је насеље збијеног типа, оно је ипак подељено у махале:
- Махала Млађинсци (6к),
- Махала Бојишини (4к),
- Махала Цвејинска (8к),
- Махала Јешкова (9к),
- Махала Рид (16к),
- Махала Антиска (10к),
- Махала Рајина (13к),
- Махала Криви дел (16к),
- Махала Центар (6к),
- Махала Чука (7к).

И са примитивном обрадом земље у прошлости, Преслапчани су имали прву реч у планинској прозводњи кромпира и житарица. Брашно се у Преслапу ретко увози.

## Историја
У Првом и Другом светском рату село је пустошила бугарска војска. У току овог рата оно је у више махова паљено, а становништво интернирано у Бугарску, злостављано и убијано, 25. октобра 1943. године, дим је као густа магла обавијао Преслап. Заменик министра Народне одбране Бугарске Славчо Трнски овако описује тај догађај: 
Тога дана људи, деца, жене, готово цело становништво, плачући бежали су само да спасу своје животе. Стока у шталама је беспомоћно дречала и горела. Од овог страха и ужаса много сељака је полудело, а други су пре времена остарели…
У крвавој мартовској офанзиви Преслап је био претворен у згариште, 74 интернирца у Бугарску, злостављана су и принудно спроведена на радилишта у унутрашњости Бугарске. Шесторица из овог села су храбро положили своје животе, а становништво је узимало активно учешће у НОР.

## Демографија
У насељу Преслап живи 238 пунолетних становника, а просечна старост становништва износи 55,5 година (52,9 код мушкараца и 57,8 код жена). У насељу има 113 домаћинстава, а просечан број чланова по домаћинству је 2,22.
Ово насеље је великим делом насељено Србима (према попису из 2002. године), а у последња три пописа, примећен је пад у броју становника.
|  |

| Демографија | Демографија | Демографија |
| Година      | Становника  | Становника  |
| ----------- | ----------- | ----------- |
| 1948.       | 730         |             |
| 1953.       | 732         |             |
| 1961.       | 792         |             |
| 1971.       | 764         |             |
| 1981.       | 527         |             |
| 1991.       | 329         | 329         |
| 2002.       | 251         | 251         |
| 2011.       | 166         |             |
| 2022.       | 91          |             |

| Етнички састав према попису из 2002.‍ | Етнички састав према попису из 2002.‍ | Етнички састав према попису из 2002.‍ | Етнички састав према попису из 2002.‍ | Етнички састав према попису из 2002.‍ |
| ------------------------------------ | ------------------------------------ | ------------------------------------ | ------------------------------------ | ------------------------------------ |
|                                      |                                      |                                      |                                      |                                      |
| Срби                                 | Срби                                 |                                      | 249                                  | 99,20%                               |
| непознато                            | непознато                            |                                      | 1                                    | 0,39%                                |

| Година пописа     | 1948. | 1953. | 1961. | 1971. | 1981. | 1991. | 2002. |
| ----------------- | ----- | ----- | ----- | ----- | ----- | ----- | ----- |
| Број домаћинстава | 113   | 119   | 143   | 186   | 167   | 124   | 113   |

| Број чланова      | 1  | 2  | 3  | 4  | 5 | 6 | 7 | 8 | 9 | 10 и више | Просек |
| ----------------- | -- | -- | -- | -- | - | - | - | - | - | --------- | ------ |
| Број домаћинстава | 33 | 42 | 21 | 15 | 1 | 1 | 0 | 0 | 0 | 0         | 2,22   |

| Пол    | Укупно | Неожењен/Неудата | Ожењен/Удата | Удовац/Удовица | Разведен/Разведена | Непознато |
| ------ | ------ | ---------------- | ------------ | -------------- | ------------------ | --------- |
| Мушки  | 116    | 30               | 74           | 10             | 2                  | 0         |
| Женски | 127    | 17               | 77           | 25             | 8                  | 0         |
| УКУПНО | 243    | 47               | 151          | 35             | 10                 | 0         |

| Пол    | Укупно                    | Пољопривреда, лов и шумарство | Рибарство                            | Вађење руде и камена | Прерађивачка индустрија       |
| ------ | ------------------------- | ----------------------------- | ------------------------------------ | -------------------- | ----------------------------- |
| Мушки  | 22                        | 6                             | 0                                    | 0                    | 8                             |
| Женски | 27                        | 3                             | 0                                    | 0                    | 18                            |
| УКУПНО | 49                        | 9                             | 0                                    | 0                    | 26                            |
| Пол    | Производња и снабдевање   | Грађевинарство                | Трговина                             | Хотели и ресторани   | Саобраћај, складиштење и везе |
| Мушки  | 0                         | 4                             | 2                                    | 0                    | 0                             |
| Женски | 0                         | 0                             | 3                                    | 0                    | 0                             |
| УКУПНО | 0                         | 4                             | 5                                    | 0                    | 0                             |
| Пол    | Финансијско посредовање   | Некретнине                    | Државна управа и одбрана             | Образовање           | Здравствени и социјални рад   |
| Мушки  | 0                         | 0                             | 0                                    | 1                    | 1                             |
| Женски | 0                         | 0                             | 1                                    | 1                    | 1                             |
| УКУПНО | 0                         | 0                             | 1                                    | 2                    | 2                             |
| Пол    | Остале услужне активности | Приватна домаћинства          | Екстериторијалне организације и тела | Непознато            | Непознато                     |
| Мушки  | 0                         | 0                             | 0                                    | 0                    | 0                             |
| Женски | 0                         | 0                             | 0                                    | 0                    | 0                             |
| УКУПНО | 0                         | 0                             | 0                                    | 0                    | 0                             |